# Miguel Vieira (Fußballspieler)
Luís Miguel Vieira Silva (* 8. Oktober 1990 in Amarante) ist ein portugiesischer Fußballspieler.

## Karriere
Vieira begann seine Karriere beim AC Vila Meã. Ab 2009 kam er für die erste Mannschaft des Viertligisten zum Einsatz. Nach 49 Viertligaeinsätzen wechselte er zur Saison 2012/13 zum Drittligisten SC Espinho. Für Espinho kam er in jener Saison zu 30 Einsätzen in der dritthöchsten Spielklasse, in denen er zwei Tore erzielte. Zur Saison 2013/14 wechselte er zum Zweitligisten Desportivo Aves. Sein Debüt in der Segunda Liga gab er im August 2013, als er am zweiten Spieltag jener Saison gegen die UD Oliveirense in der Startelf stand. Bis Saisonende kam er zu 25 Ligaeinsätzen für Aves. Im Januar 2015 erzielte er bei einem 2:2-Remis gegen den CD Trofense sein erstes Zweitligator. In seiner zweiten Saison bei Aves kam er zu 40 Einsätzen, in denen er vier Tore erzielte.
Zur Saison 2015/16 schloss er sich dem Erstligisten FC Paços de Ferreira an. Im August 2015 gab er sein Debüt in der Primeira Liga, als er am dritten Spieltag jener Saison gegen den FC Arouca in der 42. Minute für Hélder Lopes eingewechselt wurde. In seiner ersten Saison bei Paços de Ferreira kam er zu neun Einsätzen in der höchsten portugiesischen Spielklasse. Im September 2016 erzielte er bei einer 2:1-Niederlage gegen den CD Tondela sein erstes Tor in der Primeira Liga. In der Saison 2016/17 kam er zu 14 Ligaeinsätzen. In der Saison 2017/18 absolvierte er 32 Erstligapartien, in denen er vier Tore erzielte. Mit Paços de Ferreira musste er jedoch als Vorletzter in die Segunda Liga absteigen.
Daraufhin wechselte Vieira zur Saison 2018/19 nach Spanien zum Zweitligisten CD Lugo. Für Lugo kam er in jener Spielzeit zu 34 Einsätzen in der Segunda División, in denen er ein Tor erzielte. Zur Saison 2019/20 wechselte er in die Türkei zum Erstligisten Istanbul Başakşehir FK. Nachdem er nur zu einem Einsatz für Başakşehir in der Süper Lig gekommen war, wurde er im Februar 2020 nach Österreich an den Wolfsberger AC verliehen. Bis zum Ende der Leihe kam er zu sieben Einsätzen in der Bundesliga für die Kärntner.
Zur Saison 2020/21 kehrte er zunächst nach Istanbul zurück, ehe er im Oktober 2020 ein zweites Mal verliehen wurden, diesmal nach Belgien an Waasland-Beveren.